# Mélidore et Phrosine
 Mélidore et Phrosine ist eine Oper (Originalbezeichnung: „Drame lyrique“) in drei Akten des französischen Komponisten Étienne-Nicolas Méhul. Das Libretto stammt von Antoine-Vincent Arnault und basiert auf dem gleichnamigen „poème en quatre chants“ von Pierre-Joseph Bernard (1772). Die Uraufführung fand am 6. Mai 1794 in der Salle Favart I der Opéra-Comique in Paris statt.

## Handlung

### Erster Akt
Garten mit Ausblick auf das Meer und eine Insel
Mélidore ist in Phrosine verliebt. Eine Heirat jedoch scheint ausgeschlossen, weil die Brüder Phrosines, Aimar und Jule, dagegen sind. Aimar sieht einen unüberwindbaren Standesunterschied, und Jule hat sich heimlich in seine eigene Schwester verliebt und ist eifersüchtig. Mélidore und Phrosine sind entschlossen, trotz des Widerstands der Brüder zu heiraten. Zu diesem Zweck beschließen sie ihre Flucht. Auf einer benachbarten Insel soll sie ein Eremit trauen. Allerdings entdeckt Aimar diese Flucht, woraufhin es zu einem Handgemenge kommt. In dessen Verlauf verwundet Mélidore Aimar scheinbar tödlich. Dessen Freunde schwören Rache. Daraufhin flieht Mélidore.

### Zweiter Akt
Ufer mit Felsgrotte und Ausblick auf Messina
Auf seiner Flucht erreicht Mélidore die Insel des Eremiten, bei dem er Zuflucht suchen will. Allerdings ist der Eremit verstorben. Mélidore beschließt, dessen Identität anzunehmen. Als Jule und Phrosine auf der Suche nach dem Entflohenen auf der Insel ankommen, erklärt ihnen der vermeintliche Eremit, Mélidore sei ertrunken. Phrosine ist zunächst über diese Nachricht bestürzt, doch im weiteren Verlauf des Gesprächs erkennt sie an der Stimme die wahre Identität des Eremiten. Jule erfährt natürlich nichts von ihrer Entdeckung. Mélidore und Phrosine verabreden sich heimlich zu nächtlichen Treffen auf der Insel. Zu diesem Zweck will Mélidore Lichtsignale geben, an denen sie sich auf ihrem Weg auf die Insel orientieren soll.

### Dritter Akt

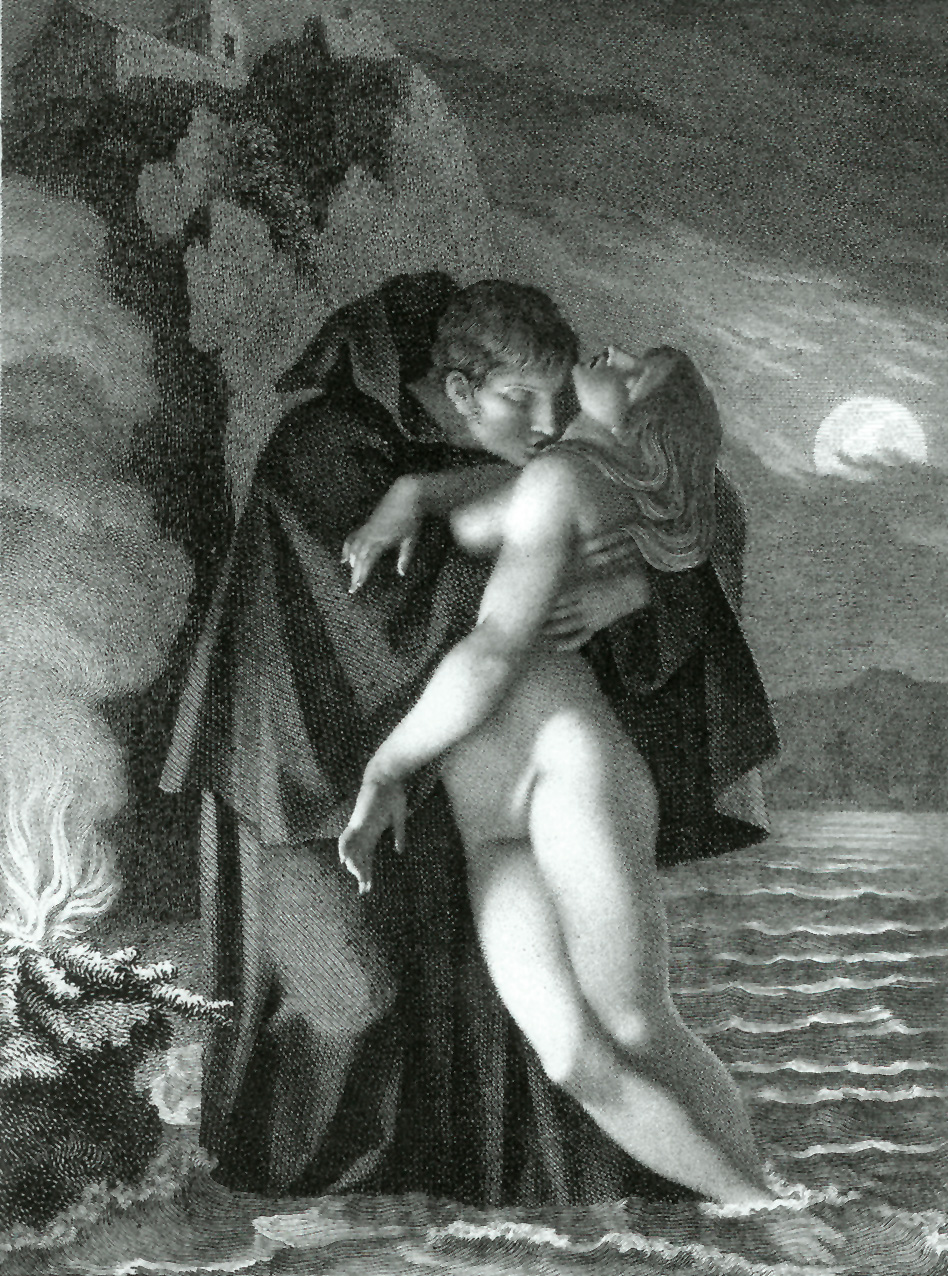
Pierre Paul Prud’hon: Illustration zur Textvorlage. Mélidore bringt die bewusstlose Phrosine an Land

Felsenpartie am Meerufer mit Leuchtfeuer
Die Nacht ist angebrochen und Mélidore zündet seine vorbereitete Fackel als Lichtsignal an. Ein einsetzender Sturm jedoch verlöscht das Licht, und er beginnt sich um seine Geliebte zu fürchten. Plötzlich kommt ein Boot an, und Mélidore glaubt schon an ein gutes Ende der Geschichte. Zu seiner Überraschung muss er aber feststellen, dass im Boot nicht Phrosine, sondern Jule ankommt. Dieser erzählt ihm, er habe seine Schwester beobachtet, als sie schwimmend zur Insel aufbrach. Er habe auch gesehen, wie sie aufgrund des fehlenden Signals die Orientierung verloren habe. Sie sei dann zu ihm (Jule) geschwommen, dessen Fackel sie erblickte. Jule erzählt weiter, er habe ihr nicht erlaubt, an Bord seines Bootes zu gehen. Er habe sie zurückgelassen, und sie sei wahrscheinlich ertrunken. Mélidore ist verzweifelt. Er springt ins Wasser, um seine Freundin zu suchen und zu retten. Tatsächlich findet er sie und bringt sie zurück an Land. Der reumütige Jule gibt nun seinen Widerstand gegen die Ehe der beiden auf. Dann stellt sich auch noch heraus, dass Aimar überlebt hat und sich nun auch mit der Hochzeit abfindet. Damit endet die Oper mit einem klassischen Happy End.

## Gestaltung
Der inhaltliche Rahmen erinnert stark an die durch Ovids Heroides bekannte Sage von Hero und Leander. Der Librettist nahm allerdings im Sinne des Zeitgeschmacks einige grundlegende Änderungen vor. Beispielsweise schwimmt hier nicht der Liebende, sondern seine Geliebte, und dem Liebesglück steht nicht mehr ein Keuschheitsgelübde, sondern die Familienehre im Weg.

### Orchester
Die Orchesterbesetzung der Oper enthält die folgenden Instrumente:
- Holzbläser: Piccoloflöte, zwei Flöten (1 auch Piccolo), zwei Oboen, zwei Klarinetten, zwei Fagotte
- Blechbläser: vier Hörner, zwei Posaunen
- Pauken
- Streicher
- Bühnenmusik: zwei Hörner

### Musik
Die Musik zeichnet sich durch ungewöhnliche Schroffheit, unerwartete melodische, harmonische und instrumentatorische Wendungen, viele Tempowechsel, und reichlichen Gebrauch von Chromatik aus. Die aufwühlende Klangsprache der Ouvertüre beeinflusste noch Beethovens Coriolan-Ouvertüre.
Formal ist das Werk dem Aufführungsort an der Opéra-Comique und der dort üblichen Gattung der Opéra-comique verpflichtet. So gibt es auch hier gesprochene Dialoge. Méhul bezeichnete diese Oper jedoch ausdrücklich als „Drame lyrique“. Die gesprochenen Texte sind versifiziert und häufig durch überleitende Passagen mit den umgebenden Musiknummern verbunden. Zudem gibt es größere durchkomponierte Komplexe und motivische Verbindungen in Form von Erinnerungsmotiven.

## Werkgeschichte
Die Oper gilt als ein wichtiges Werk der frühen Romantik. Das Libretto fand zunächst nicht die Zustimmung der Zensur. In jenen Tagen der Französischen Revolution wurde von allen Künstlern erwartet, in ihren Werken politische Statements zu Gunsten der Republik einzubauen. Erst nach längeren Diskussionen und dem Einfügen einiger entsprechender Textstellen wurde das Werk letztlich zur Aufführung freigegeben. Der republikanische Funktionär Jean Baudrais, dem das Werk vorgelegt wurde, bestand beispielsweise darauf, dass das ursprünglich nicht verwendete Wort „liberté“ an mehreren Stellen eingetragen wurde.
Bei der Uraufführung am 6. Mai 1794 in der Salle Favart I der Opéra-Comique sangen Simon Chenard (Aimar), Jean-Pierre Solié (Jule), Jeanne Charlotte Saint-Aubin (Phrosine) und Louis Michu (Mélidore). Es gab mehrere Aufführungen bis zum Juli desselben Jahres, eine weitere im August und fünf Aufführungen im Folgejahr.
Die Oper selbst stieß auf ein geteiltes Echo. Einige Kritiker sahen sie als Meisterwerk, andere sahen sie als zu kompliziert an. Vor dem schwierigen und spannungsgeladenen politischen Umfeld in den letzten Monaten der Terrorherrschaft bestand immer wieder die Gefahr des Verbots der Oper, die der Komponist aber durch Beziehungen zu wichtigen Politikern verhindern konnte. Musikalisch galt die Oper für ihre Zeit als sehr gewagt. Dazu gehörten sowohl der Einsatz von Dissonanzen zur Steigerung der Dramatik und die herausgearbeitete Orchesterbegleitung zur Darstellung von extremen Gefühlszuständen. Auch die Themenverarbeitung und Motivgestaltung des Komponisten wurden als gelungen gelobt.
1799 scheiterten Pläne für eine Umarbeitung am Widerstand der Gesellschafter des Theaters gegen die „passion coupable de Jule“. Daraufhin geriet die Oper in Vergessenheit.
Aufführungen in jüngerer Zeit sind nicht belegt. Von der Ouvertüre gibt es eine CD-Einspielung aus dem Jahr 2002 mit dem Orchester der Bretagne unter der Leitung von Stefan Sanderling. Auf dieser CD sind neben dieser Ouvertüre auch noch verschiedene andere Opernouvertüren von Méhul zu hören.

## Digitalisate
- Mélidore et Phrosine: Noten und Audiodateien im International Music Score Library Project
- Partitur, Paris 1794. Digitalisat des Münchener Digitalisierungszentrums
- Partitur, Paris (n. d.). Digitalisat bei Gallica
- Pierre-Joseph Bernard: Phrosine et Mélidore. Textvorlage der Oper (französisch), Paris 1772. Digitalisat bei Gallica
- Libretto (französisch), Paris 1794. Digitalisat der Library of Congress